# Marriott Rivercenter
Le Marriott Rivercenter est un gratte-ciel de 166 mètres de hauteur (hauteur des flèches) construit à San Antonio au Texas de 1986 à 1988. La hauteur du toit est de 134 mètres.
L'immeuble abrite un hôtel de 1 001 chambres de la chaine Marriott.
En 2024 c'est toujours le plus haut gratte-ciel de San Antonio.
Les architectes sont les agences; RTKL, Urban design group, Ford Powell & Carson.